# ボロニェーゼ共和国

ボロニェーゼ共和国
Repubblica Bolognese

ボロニェーゼ共和国（イタリア語: Repubblica Bolognese）は、1796年にナポレオン・ボナパルト将軍により、1796年6月にイタリア北部のボローニャを中心に建国宣言された国である。
その領域は教皇領のレガツィオーネ（北部管轄区）の一部であった。ナポレオン軍下の衛星国（姉妹共和国）として建国を宣言されたが、1796年10月16日にはチスパダーナ共和国に併合された。
9人の執政官により統治され、執政官から4か月毎に交替で隠密で任務する1名の「司法大臣」が議長を務めた。